# Transition Technologies - Systems
Trwa dyskusja nad usunięciem tego artykułu, kliknij i weź w niej udział.
Transition Technologies – Systems Sp. z o.o. (TT-Systems) – polskie przedsiębiorstwo informatyczne dostarczające rozwiązania dla sektora elektroenergetycznego, gazowego oraz odnawialnych źródeł energii. Spółka należy do Grupy Kapitałowej Transition Technologies, która działa na rynku od początku lat 90. XX wieku. Jej siedziba znajduje się w Warszawie.

## Historia i rozwój
Transition Technologies – Systems została założona w 2021 roku. W kolejnych latach spółka rozwijała swoją działalność w obszarze usług IT i integracji systemów dla sektora energetycznego.
W 2025 roku firma zanotowała rekordowy wzrost liczby realizowanych projektów, m.in. dla Dostawców Usług Bilansujących DUB.

## Innowacje i technologie
Spółka realizuje szereg projektów z zakresu komunikacji i przetwarzania danych w sektorze energetycznym. Transition Technologies – Systems była pierwszą firmą w Polsce, która zrealizowała produkcyjne połączenie wyniesionego węzła LFC z systemem Polskich Sieci Elektroenergetycznych (PSE).
Spółka specjalizuje się w projektowaniu i wdrażaniu systemów klasy CTRM (Commodity Trading and Risk Management), oprogramowania wspierającego zarządzanie energią, narzędzi integrujących infrastrukturę telekomunikacyjną oraz rozwiązań z zakresu cyberbezpieczeństwa. Firma obsługuje podmioty rynku energii, takie jak wytwórcy, sprzedawcy, operatorzy systemów oraz uczestnicy rynku hurtowego. Według danych spółki, jej systemy wykorzystywane są przez ok. 90% firm energetycznych działających w Polsce.

## LUXtrade
LUXtrade to modułowy autorski system informatyczny klasy CTRM, wykorzystywany do obsługi procesów handlowych, operacyjnych i regulacyjnych w obrocie energią, gazem i instrumentami pochodnymi. System jest integrowany z krajowymi i europejskimi platformami giełdowymi (np. TGE, PSE, CSIRE), a także z systemami zewnętrznymi, takimi jak SAP, Apache Kafka i IBM MQ Series.
System LUXtrade obsługuje m.in.:
- zarządzanie portfelem i kontraktami,

- planowanie wytwarzania, zakupu i sprzedaży energii,

- prognozowanie zapotrzebowania i cen,

- zarządzanie ryzykiem handlowym,

- rozliczenia oraz integrację z systemem przesyłowym.

Wybrane moduły systemu to m.in.: ABIES (automatyzacja zleceń giełdowych), BILLY (rozliczenia i cenniki), LUX Deal (obsługa transakcji), MRO (raportowanie REMIT), SPOT Trader 2, WIRE i SOWE (komunikacja z PSE), LUXmdm (dane pomiarowe), Supervision (monitoring anomalii).

## gasLUX
gasLUX to system informatyczny przeznaczony dla operatorów systemów przesyłowych i dystrybucyjnych gazu oraz podziemnych magazynów gazu (OSM). Umożliwia zarządzanie procesami przesyłu i magazynowania gazu, obejmując zarówno aspekty techniczne, jak i handlowe.

## Energy Link
Energy Link to rozwiązanie klasy „wirtualna elektrownia”, służące do zarządzania rozproszoną produkcją i zużyciem energii w czasie rzeczywistym. System wspiera bilansowanie krajowego systemu elektroenergetycznego oraz integrację odnawialnych źródeł energii (OZE).

## Usługi dodatkowe
Oprócz rozwoju systemów IT, spółka świadczy usługi w zakresie:
- projektowania i budowy sieci telekomunikacyjnych,

- wdrażania systemów SCADA, EMS, PABX i LFC,

- integracji i utrzymania infrastruktury IT w sektorze energetycznym[8].

- rozwiązań z zakresu cyberbezpieczeństwa, w tym systemów SIEM[9] i SOAR[10] oraz zabezpieczeń infrastruktury OT[11].

## Nagrody, wyróżnienia i certyfikaty
- Nagroda Gospodarcza Prezydenta RP (XXI edycja) w kategorii "Odpowiedzialny Biznes"
- Nominacja do nagrody Lider Świata Energii w kategorii "Dostawca Rozwiązań dla Sektora Energii"

W 2024 roku spółka ponownie uzyskała certyfikaty potwierdzające zgodność z czterema prestiżowymi normami ISO:
- ISO/IEC 27001 – zarządzanie bezpieczeństwem informacji,
- ISO 9001 – zarządzanie jakością,
- ISO/IEC 20000 – zarządzanie usługami IT,
- ISO 14001 – zarządzanie środowiskowe.